# Poul Hansen
Poul Hansen (n. 20 octombrie 1891, Odense, Danemarca – d. 29 octombrie 1948, Aarhus, Danemarca) a fost un luptător ce a reprezentat Danemarca, medaliat olimpic. A participat la 2 ediții ale Jocurilor Olimpice (1920, 1924) în care a câștigat o medalie de argint.